# گوستومکو
گوستومکو (به لاتین: Gostomko) یک روستا در لهستان است که در گمینا لیپوش واقع شده‌است.
 گوستومکو  ۱۱۷ نفر جمعیت دارد.